# Pseudepipona gineri
Pseudepipona gineri is een vliesvleugelig insect uit de familie van de plooivleugelwespen (Vespidae). De wetenschappelijke naam van de soort is voor het eerst geldig gepubliceerd in 1934 door von Schulthess.